# Mafičnost
Mafičnost je izraz kojim se u mineralogiji i geologiji označavaju silikatni minerali, magma, lava i stijene s velikim udjelom magnezija i željeza, ali i značajnim koncentracijama kalcija. Sam izraz je izveden iz imena dva glavna elementa − magnezija i željezo.
Većina mafičnih minerala je tamnije boje i ima gustoću veću od 3 g/cm³, a najgušći među njima su olivin, piroksen, amfiboli i biotit, dok se među stijenama izdvajaju bazalt i gabro. Mafična lava se zbog veće gustoće tako odlikuje mnogo manjom viskoznošću, a najpoznatiji vulkani s lavom tog tipa su štitasti vulkani na Havajima, te vulkani na Islandu. 